# Червеногърда лястовица
Червеногърда лястовица (Hirundo lucida) е вид птица от семейство Лястовицови (Hirundinidae).

## Разпространение
Видът е разпространен в Бенин, Буркина Фасо, Габон, Гамбия, Гана, Гвинея, Гвинея-Бисау, Етиопия, Република Конго, Демократична република Конго, Кот д'Ивоар, Мали, Мавритания, Нигер, Нигерия, Сенегал, Сиера Леоне и Того.